# Graioceli
I Graioceli erano un piccolo popolo celtico originario dell'attuale Moriana e stanziato sulle Alpi, precisamente nel territorio delle Valli di Lanzo e nella regione del colle del Moncenisio che diedero il nome alla sezione alpina delle Alpi Graie. L'attuale città di Usseglio, situata al fondo della Valle di Viù, potrebbe essere la città di Ocelo citata da Gaio Giulio Cesare nel De bello Gallico e che ricorda il nome di questo popolo.
Come mostra chiaramente il nome, da questa tribù prende il nome dalla sezione alpina delle Alpi Graie.